# Biblioteca Pública de Oslo
La Biblioteca Pública de Oslo (llamada oficialmente en noruego Deichman bibliotek, Biblioteca Deichman), es la biblioteca pública municipal que pertenece a Oslo, Noruega, y es la primera y más grande biblioteca del país. Emplea a más de 300 personas y tiene más de 20 sucursales en toda la ciudad. Los usuarios registrados pueden utilizar la biblioteca todos los días, incluso cuando no haya personal, de 7 a. m. a 11 p. m. También es posible pedir prestados y devolver libros cuando la biblioteca no tiene personal. Uno de los libros más preciados de la colección de la biblioteca es la Biblia Vulgata de Aslak Bolt.(1430-1450), el único manuscrito litúrgico de la época medieval que se conserva en Noruega. Se estima que el libro en sí fue escrito alrededor de 1250. 

## Historia
La biblioteca se inauguró el 12 de enero de 1785, tras una donación de Carl Deichman, quien también legó 7000 libros y 150 manuscritos que formaron la base de la colección de la biblioteca. Desde el principio, la biblioteca estuvo abierta a todos los ciudadanos. En ese momento, la mayoría de las bibliotecas de préstamo cobraban una cuota de membresía, lo que hacía imposible que las personas más pobres pudieran acceder a ellas. Sin embargo, la colección inicial estaba compuesta en gran parte por textos en alemán, francés, latín y danés y, por lo tanto, en gran medida solo interesaba a los miembros de la clase alta educada. En 1802 se decidió trasladar la biblioteca a la Escuela de la Catedral de Oslo y fusionarla con la colección de la escuela. Jacob Rosted era bibliotecario de la Biblioteca Deichman y rector de la escuela. La biblioteca siguió siendo parte de la escuela hasta mediados del siglo XIX, cuando obtuvo sus propias instalaciones. Bajo el liderazgo de Haakon Nyhuus, quien fue bibliotecario jefe de 1898 a 1913, la biblioteca se convirtió en un modelo para las bibliotecas públicas en toda la región nórdica. Nyhuus modernizó la biblioteca siguiendo las líneas estadounidenses, después de haber pasado ocho años en Estados Unidos y se inspiró en las bibliotecas Carnegie. Entre sus innovaciones se encuentran la introducción de salas de lectura y la incorporación de libros para niños y jóvenes. Durante el tiempo de Nyhuus como bibliotecario, la colección se triplicó en tamaño y el préstamo de libros se multiplicó por 25. La biblioteca tenía aproximadamente 4000 visitantes al día. La biblioteca ahora tiene un busto de Nyhuus.

## Departamentos
La biblioteca tiene varios departamentos especializados, como un departamento de música y un departamento para niños y jóvenes (decorado por Tulla Blomberg Ranslet), un departamento para bibliotecas de prisiones y una biblioteca para pacientes en el Rikshospital. Anteriormente también albergaba The Multilingual Library, que ahora forma parte de la Biblioteca Nacional de Noruega.

## Edificios

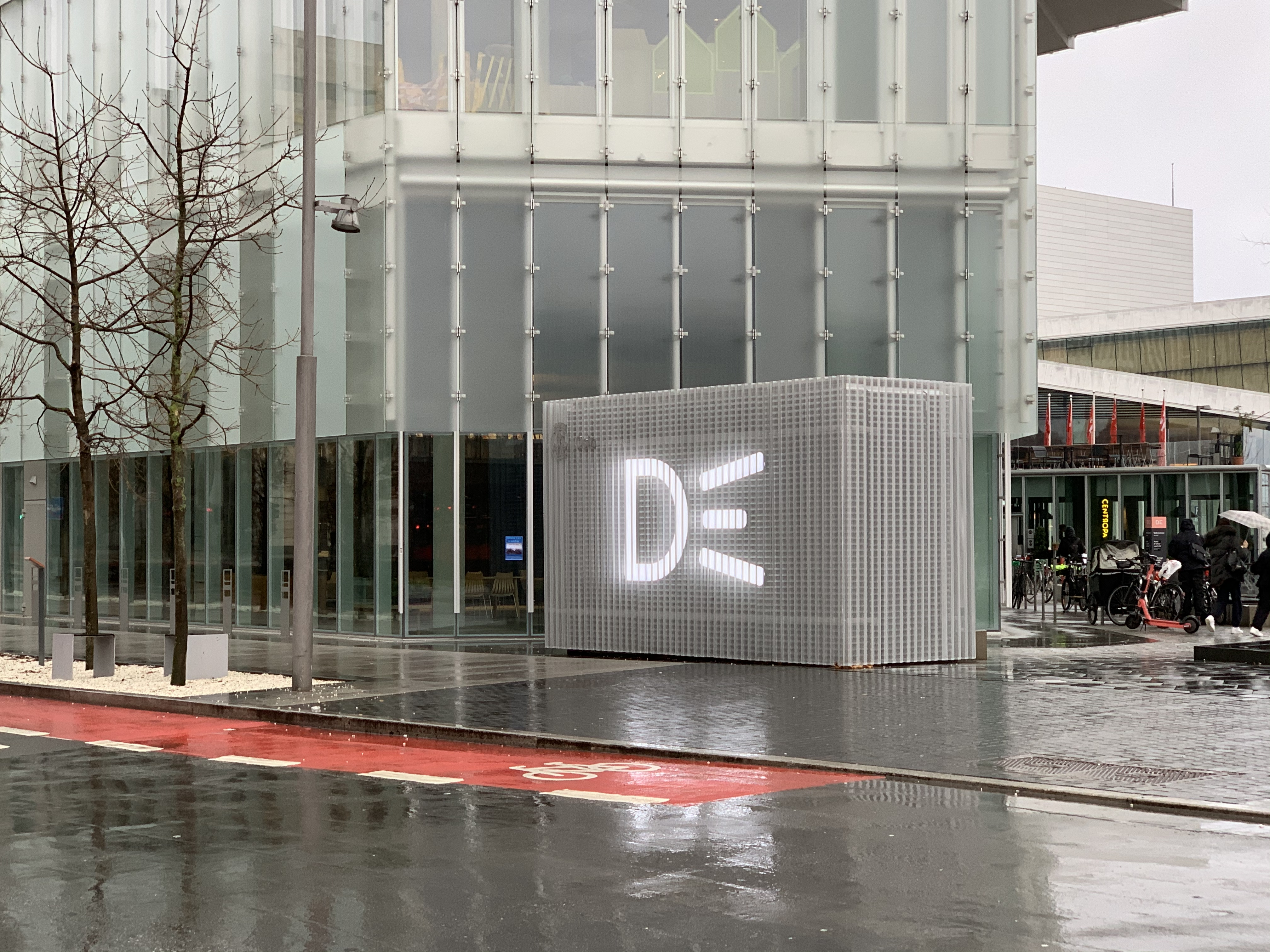
Logotipo de la Deichman Bjørvika

El edificio principal de la biblioteca, Deichman Bjørvika, se encuentra en el distrito Bjørvika de Oslo, junto a la Ópera y el nuevo Museo Munch, parte del proyecto de renovación de Fjord City. Ocupa una extensión de 13 500 metros cuadrados distribuidos en seis plantas y fue diseñado por los estudios de arquitectura Lundhagem y Atelier Oslo  Deichman Bjørvika abrió al público el 18 de junio de 2020. La biblioteca ha ganado varios premios, incluido el premio a la "Mejor biblioteca del año" (Systematic Public Library of the Year) de la  Federación Internacional de Asociaciones de Bibliotecarios y Bibliotecas (IFLA). El edificio también albergará manuscritos contribuidos al proyecto Future Library, entre ellos textos de Margaret Atwoody David Mitchell. El edificio alberga varios bustos, incluido uno de Karen-Christine Friele.